# Antoine-Ulrich de Brunswick-Wolfenbüttel (1714-1774)
Ne doit pas être confondu avec Antoine-Ulrich de Brunswick-Wolfenbüttel.
Antoine-Ulrich de Brunswick-Wolfenbüttel (en allemand : Anton Ulrich von Braunschweig-Wolfenbüttel), né le 28 août 1714 à Bevern et mort le 4 mai 1774 à Kholmogory, duc de Brunswick-Lünebourg, généralissime de l'armée de la Russie, est le mari d'Anna Leopoldovna de Russie, qui règne comme régente de leur fils Ivan VI pendant un an de 1740 à 1741.

## Biographie
Antoine Ulrich est le deuxième fils de Ferdinand-Albert II de Brunswick-Wolfenbüttel et d'Antoinette de Brunswick-Wolfenbüttel. La sœur de sa mère, Élisabeth-Christine de Brunswick-Wolfenbüttel, épouse de Charles VI, empereur du Saint Empire romain, arrange son mariage avec la duchesse Élisabeth de Mecklembourg-Schwerin (connue sous le nom d'« Anna Leopoldovna »), fille de Charles-Léopold de Mecklembourg-Schwerin et petite-fille du tsar Ivan V. Le mariage a lieu en 1739 et est conçu pour renforcer les relations entre les maisons Romanov et Habsbourg. En 1740, leur fils, Ivan VI, devient empereur. Ernst Johann von Biron est d'abord régent, mais Anna organise un coup d'État et devient régente. Elle est elle-même renversée par un autre coup d'État en décembre 1741.
La nouvelle impératrice, Élisabeth, emprisonne Antoine Ulrich, son épouse et leurs enfants pour le reste de leur vie. Les années d'emprisonnement sont dures, et la famille se voit régulièrement refuser beaucoup de choses nécessaires. Pratiquement toutes les communications avec le monde extérieur, à l'exception de quelques fonctionnaires, sont interdites. Le gouverneur d'Arkhangelsk leur rend visite régulièrement pour en savoir davantage au sujet de leur santé. En 1762, Catherine II permet au duc de quitter la Russie, à la condition d'y laisser ses enfants ; mais il refuse. Il perd la vue avant de mourir. Il est enterré très discrètement, et il est interdit aux soldats de révéler le lieu de sa sépulture, mais son cercueil est décoré avec de l'argent.
Les enfants survivants sont libérés de prison sous la garde de leur tante, la reine douairière du Danemark Juliane-Marie de Brunswick, le 30 juin 1780. Ils s'installent dans le Jutland, où ils vivent, dans une confortable maison de Horsens pour le reste de leur vie, sous la tutelle de Juliana et à la charge de l'impératrice de Russie. Après avoir vécu en tant que prisonniers, ils ne sont pas habitués à la vie sociale, et gardent une petite « cour » de 40/50 personnes, toutes danoises, sauf le prêtre. La pension accordée par Catherine est payée jusqu'à la mort de la dernière d'entre eux en 1807.

## Famille
Antoine Ulrich et Anna Leopoldovna ont les enfants suivants :
- Ivan VI (1740-1764) (empereur de Russie de 1740 à 1741) ;
- Catherine Antonovna de Brunswick (1741-1807) ;
- Enfant (né et mort en 1742) ;
- Élisabeth Antonovna de Brunswick (1743-1782) ;
- Pierre Antonovitch de Brunswick (1745-1798) ;
- Alexis Antonovitch de Brunswick (1746-1787).